# Gressenberg

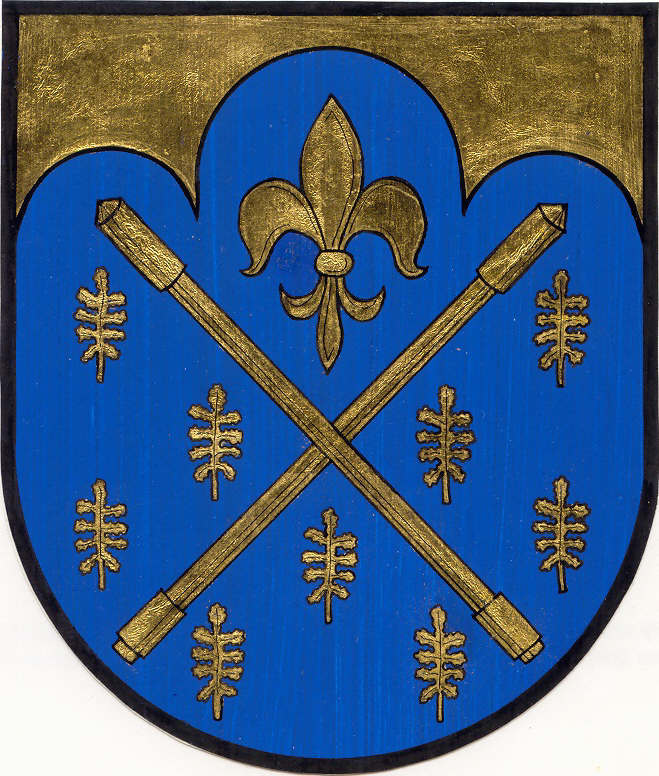
Wappen der früheren Gemeinde Gressenberg

Gressenberg ist eine ehemalige Gemeinde und heute Ortschaft der Marktgemeinde Bad Schwanberg in der Steiermark.
Gressenberg war bis Ende 2014 eine Gemeinde mit 283 Einwohnern (Stand 2014) im Bezirk Deutschlandsberg in der Steiermark. Im Rahmen der steiermärkischen Gemeindestrukturreform wurde diese Gemeinde ab 2015 mit den Gemeinden Schwanberg, Hollenegg und Garanas zusammengeschlossen, die neue Gemeinde führt den Namen Schwanberg weiter. Grundlage dafür ist das Steiermärkische Gemeindestrukturreformgesetz – StGsrG.

## Geografie

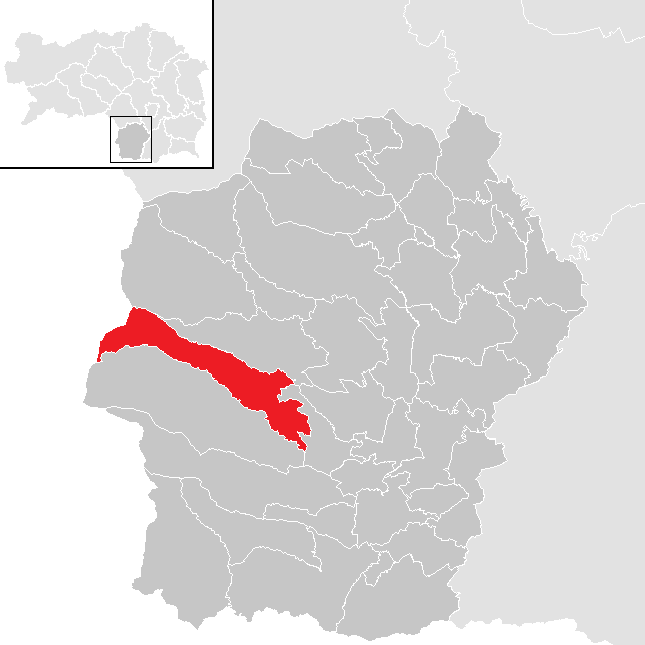
Lage der früheren Gemeinde Gressenberg im Bezirk Deutschlandsberg mit den Gemeindegrenzen bis Ende 2014

### Lage
Gressenberg liegt in der Region Sulmtal-Koralpe und besteht aus der Katastralgemeinde Gressenberg. Wichtigste Ortschaft ist Glashütten. Die Gemeinde wird von der Schwarzen Sulm und dem Stullneggbach durchflossen. Gressenberg liegt in einer Höhe von 430 bis 1975 Metern. Wichtigste Erhebungen sind die Brandhöhe mit 1886 Metern und der Moschkogel mit 1916 Metern.

### Nachbarorte
|                     | Osterwitz                                   | Trahütten      |
| Wolfsberg (Kärnten) | Kompassrose, die auf Nachbargemeinden zeigt | Bad Schwanberg |
|                     | Garanas                                     |                |

## Geschichte

### Frühe Geschichte
Erstmals urkundlich erwähnt wurde Gressenberg 1428 in einer Urkunde des Erzbischofs von Salzburg. Dieser verlieh Friedrich von Pettau, oberstem Marschall der Steiermark, 44 Huben zu Grössenberg. Eine weitere überlieferte Nennung des Gemeindenamens stammt 1447 aus der Verleihurkunde für den Ritter Hans Spangstein, der durch Friedrich III. mit der Verwaltung von Burg und Herrschaft Schwanberg betraut wurde. Gressenberg gehörte jedoch bereits im 11. oder 12. Jahrhundert zur Herrschaft Schwanberg, die durch die Zusammenlegung erzbischöflichen Gebietes mit Besitzungen des Bistums Brixen gebildet worden war.
Die Burg Spangstein über dem Stullneggraben wurde wahrscheinlich um die Mitte des 13. Jahrhunderts errichtet. Nach mehreren Besitzerwechseln zwischen Schwanberg und Deutschlandsberg ging die Ruine der Burg sowie die dazugehörigen Güter an die verwandten Grafen von Trautmannsdorf.

### Aufschwung der Glasindustrie
Durch den Waldreichtum und die Quarzvorkommen der Koralpe begünstigt entwickelte sich in Gressenberg eine bedeutende Glasindustrie. Erstmals wurde 1621 eine Glashütte in der Gemeinde urkundlich erwähnt, sie befand sich am Zusammenfluss von Schwarzer Sulm und Seebach. Besonderen Aufschwung erlebten die Glashütten unter Glashüttenmeister Puschmann. 1724 verlegte man auch die alte Glashütte von Saurau an die Stelle des heutigen Gasthofes im Ortsgebiet. Das benötigte Holz führte zu Kahlschlägerungen, die wiederum Weideland für die Viehzucht entstehen ließen. Da jedoch der Staat bald Maßnahmen gegen die Holzverschwendung setzte und Unwirtschaftlichkeiten sowie die Umstellung auf Kohlebetrieb hinzukamen, wurden die Glashütten in den Gebirgsregionen bald unrentabel. 1738 wurde der Betrieb in Glashütten eingestellt.
Nach Einstellung der Glasindustrie wurde versucht, die weitab der Verkehrswege liegenden Wälder zur Holzkohleerzeugung und Pottaschegewinnung weiter zu nutzen. Im 20. Jahrhundert lag Gressenberg mit dem Gebiet von Glashütten an der südlichen Zubringerstrecke zur Waldbahn Deutschlandsberg, welche dem Holztransport in das Sägewerk Liechtenstein in Deutschlandsberg diente und deren Trasse im Gelände (teilweise als Wirtschaftsweg genützt) noch erkennbar ist.
Reste der Glashüttenanlage wurden im November 2020 auf der Wiese hinter dem Gasthofsgebäude von Glashütten gefunden. Neben Resten der Produktion konnte 2021 der Glasschmelz- und Kühlofen lokalisiert werden. Die Ofenanlage ist über 8 m lang, ihre Schmelzkammer umfasst 1,35 × 0,7 m. Der Fundort steht unter Denkmalschutz.

### Volksschule
Die Anfänge der Volksschule bestanden in einem Unterricht, den die Priester der Stationskaplanei abhielten. Später wurde ein Hilfslehrer angestellt, die Entlohnung bestand aus Naturalien, welche direkt vom Acker zu holen waren. Am 4. Dezember 1878 fand der erste Unterricht mit 45 Schülern in einem neuen Schulhaus statt: 18 Kinder kamen aus Gressenberg, 16 aus Garanas und 11 aus Rostock. 1885 besuchten im Winter 68 und im Sommer 53 Kinder die Schule. Mit dem Schuljahr 1948/49 wurde die Schule zweiklassig. Nur wenige Lehrer blieben länger in Glashütten, eine Ausnahme bildete das Lehrerehepaar Otto und Maria Handler, das 1947 bis 1963 unterrichtete und am Beginn die Küche der Lehrerwohnung wie eine Räucherkammer vorfand, die Wasserleitung war seit Jahren nicht mehr in Betrieb gewesen. Die Schülerzahl sank laufend, 1985 wurde die Schule geschlossen.

### Die Gebietsaufteilung
Ursprünglich gehörten zu Gressenberg auch die Katastralgemeinden Garanas und Oberfresen. 1868 wurde unter dem Namen Garanas eine eigene Gemeinde gebildet. Durch die schwierige wirtschaftliche Lage im 19. Jahrhundert kam es in Gressenberg zu einem Bauernhofsterben, das eine Entsiedlungswelle von 1861 bis 1870 und von 1891 bis 1930 bewirkte.

### Kriminalfall 1953 – Texasreiter
Großes Aufsehen erregte 1953 die Jagd nach dem Texasreiter Alois S. Dieser Landarbeiter aus Wuggau im Saggautal hatte sich in seiner Freizeit intensiv mit dem Wilden Westen beschäftigt und einschlägige Ausrüstungsgegenstände, auch Waffen und Munition gesammelt. Eines Tages legte er Cowboytracht an, nahm die Waffen an sich, stahl ein Pferd und begann durch die Wälder des Gebietes von Obergreith bis Glashütten zu streifen. Er überfiel einen Bäckerjungen, mehrere Bauernhöfe (wobei er sich einmal als Partisan ausgab, der noch mehrere Gefährten habe) und erklärte in einem Schreiben an seine Mutter, dass er jeden niederschießen werde, der sich ihm in den Weg stelle. Eine Großfahndung der Gendarmerie wurde ausgelöst, eine Patrouille traf den Reiter am 2. November 1953 bei Glashütten am Poberschlag. Da er auf einen Anruf nicht stehenblieb, sondern eine Waffe auf die Gendarmen richtete, wurde er erschossen. Seine Leiche wurde auf dem Ortsfriedhof Glashütten beerdigt.

## Bevölkerung

### Bevölkerungsstruktur
Gressenberg hatte laut Volkszählung 2001 352 Einwohner. 98,9 % davon hatten die österreichische Staatsbürgerschaft. Zur römisch-katholischen Kirche bekannten sich 95,5 % der Einwohner, 2,3 % waren ohne religiöses Bekenntnis.

### Bevölkerungsentwicklung
Die Bevölkerungszahl von Gressenberg ging seit mehr als 100 Jahren rapide zurück. Mit Ausnahme einer kurzen Periode in der Zwischenkriegszeit sank die Anzahl der Bewohner kontinuierlich und zwischen 1869 und 2001 ging die Einwohnerzahl um beinahe 50 % zurück.

## Kultur und Sehenswürdigkeiten

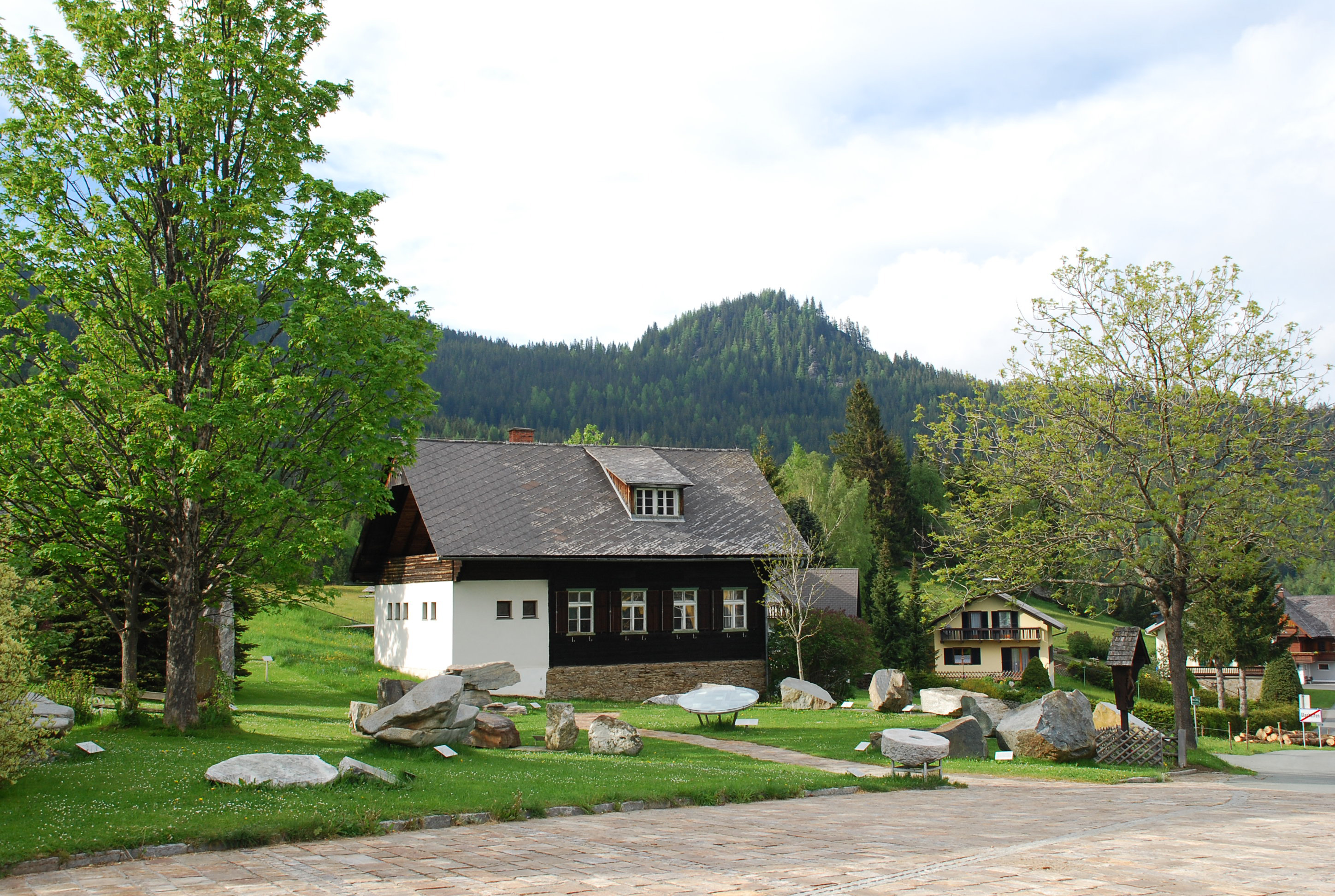
Geopark Glashütten im Hof des alten Schulhauses, im Hintergrund der Kumpfkogel

### Pfarrkirche Mariä Namen in der Glashütten
Die Pfarrkirche Mariä Namen in der Glashütten wurde zwischen 1767 und 1769 vom Landsberger Maurermeister Anton Liebfahrt erbaut. Der barocke Hochaltar stammt aus der ersten Hälfte des 18. Jahrhunderts.

### Geopark Glashütten
In der Ortschaft Glashütten befindet sich eine Schau der Gesteine (Geopark) der Koralpe: der Geopark Glashütten, auch mit Gesteinsproben aus dem Erkundungsstollen des geplanten Koralmtunnels. Anhand von Themenwegen können die Spuren der historischen Glashütten verfolgt werden.

### Kapelle Mariä-Heimsuchung mit Eklogitboden
Die schmucke Kapelle wurde 1988 von der Frauenrunde Gressenberg in 990 m Seehöhe errichtet. Die Kapelle Mariä-Heimsuchung ist nicht nur ein Ausdruck der tiefen Verbundenheit der Gressenberger mit ihrem Glauben, sondern stellt auch eine weitere Bereicherung der Kulturbauten Gressenbergs dar.

### Fernwanderweg
Gressenberg ist zudem Knotenpunkt des Wanderprojektes Koralm Kristall Trail (120 km) und liegt am Europäischen Fernwanderweg E6.

### Standort der ehemaligen Glashütte in Glashütten
Im Garten des ehem. Gasthausgebäudes in Glashütten wurden im Herbst 2020 die ersten Funde gemacht, die auf den Standort der Glashütte deuteten. 2021 erfolgten die Ausgrabungen. Dokumentiert sind Reste des 1737 aufgelassenen und 2021 archäologisch untersuchten Glasofens. Die Reste sind 8,15 m lang, die Schmelzkammer ist 1,35 × 0,7 m groß. Fragmente mehrerer Schmelztiegel (sog. Hafen) und ein kleinerer intakter Tiegel, der wahrscheinlich zur Bearbeitung (Reduktion) von Metall diente, wurden gefunden. Die Anlage vereinigte Glasschmelz- und Kühlofen, es bestanden zwei einander gegenüberliegende Feuerstellen (sog. Doppelbefeuerung, die für Glasöfen dieses Typs als charakteristisch geschildert wird). Feuerfeste Ziegel als Auskleidung sind nur bei diesem Ofen nachgewiesen. Das mit Lehm (nicht mit Kalkmörtel) gebundene Fundamentmauerwerk ist bis zu 1,55 m dick und reicht bis zu 0,85 m in den Boden. Die Anlage steht unter Denkmalschutz, eine touristische Aufbereitung wird überlegt.

## Wirtschaft und Infrastruktur

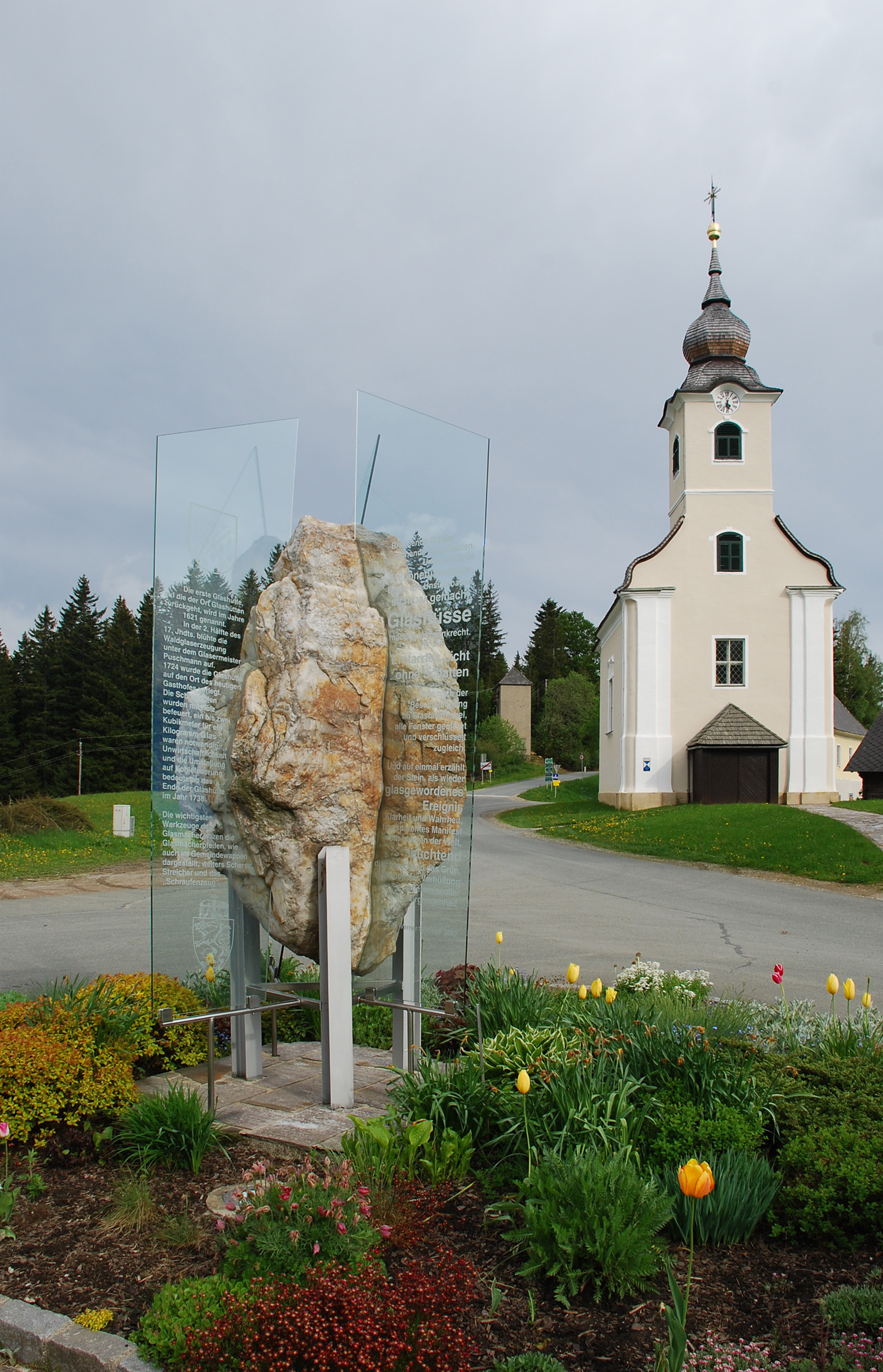
Hauptplatz von Glashütten mit Kirche und Quarzblock des Geoparks

Laut Arbeitsstättenzählung 2001 gibt es zehn Arbeitsstätten mit 20 Beschäftigten in Gressenberg, wobei die Hälfte im Gastgewerbe und im Beherbergungswesen Arbeit fand. Weiters zählte Gressenberg 102 Auspendler und sieben Einpendler. Es gab 54 land- und forstwirtschaftliche Betriebe (davon 23 im Haupterwerb), die zusammen 1713 ha bewirtschaften (1999).
Die Weinebene mit der Handalm im Nordwesten von Gressenberg gehört zu jenen Gebieten, in denen nach den Regeln über die Raumplanung Windkraftanlagen seit Oktober 2017, insgesamt 13 Windrädern errichtet wurden. Sie wird als „Vorrangzone“ ausgewiesen, in der das Windangebot große Leistungen möglich machen würde.

## Politik

### Gemeinderat
Bei den letzten Gemeinderatswahlen in der Gemeinde Gressenberg kam es 2005 zu einem Machtwechsel. Die ÖVP verlor ihre absolute Mehrheit und rutschte von 55,61 % auf 32,91 % ab. Von den ursprünglichen fünf Mandaten konnte die ÖVP somit nur noch drei Mandate verteidigen. Am stärksten profitierte von den Verlusten die SPÖ, die mit 38,46 % die ÖVP überholte und 16,5 % zulegen konnte. Mandatsmäßig konnte die SPÖ somit von zwei auf vier Mandate verdoppeln. Auch die FPÖ konnte rund 6 % hinzugewinnen, ihr reichten jedoch ihre 28,63 % nicht für einen Mandatszuwachs.

### Wappen
Das Wappen von Gressenberg stellt auf einem blauen Schild zwei schräg übereinander gekreuzte, goldene Glasmacherpfeifen dar. In das goldene Schildhaupt ragen drei Berge, wobei die mittlere Kuppe mit einer goldenen Lilie belegt ist. Der restliche blaue Wappenteil ist mit goldenen Kresseblättern bestreut. Die Verleihung des Gemeindewappens erfolgte mit Wirkung vom 1. Oktober 1989.

## Literatur

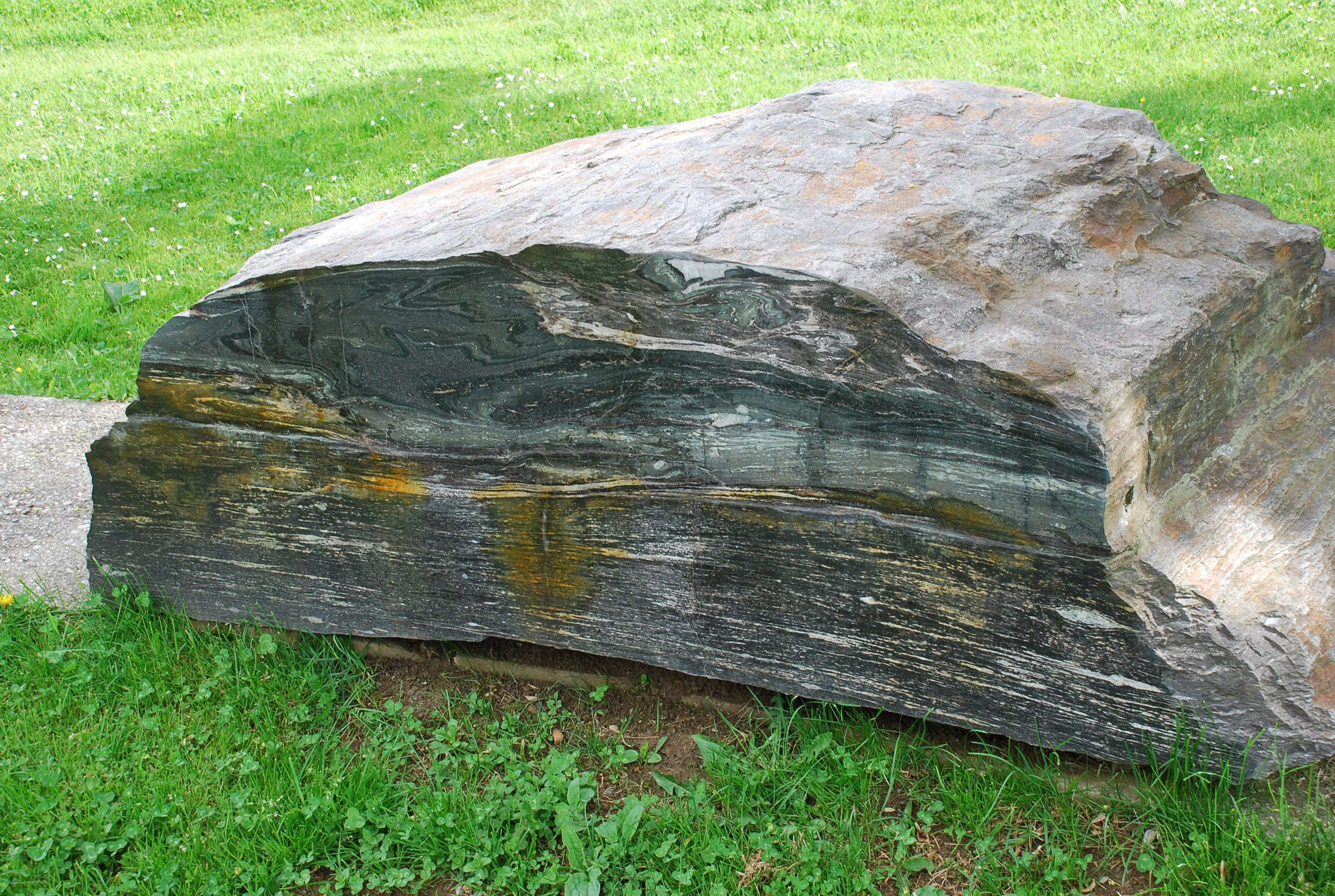
Plattengneisblock mit Eklogitamphibolit im Geopark Glashütten

## Historische Landkarten

Das Gebiet von Gressenberg in den drei Landesaufnahmen in der Zeit von ca. 1789 bis 1910
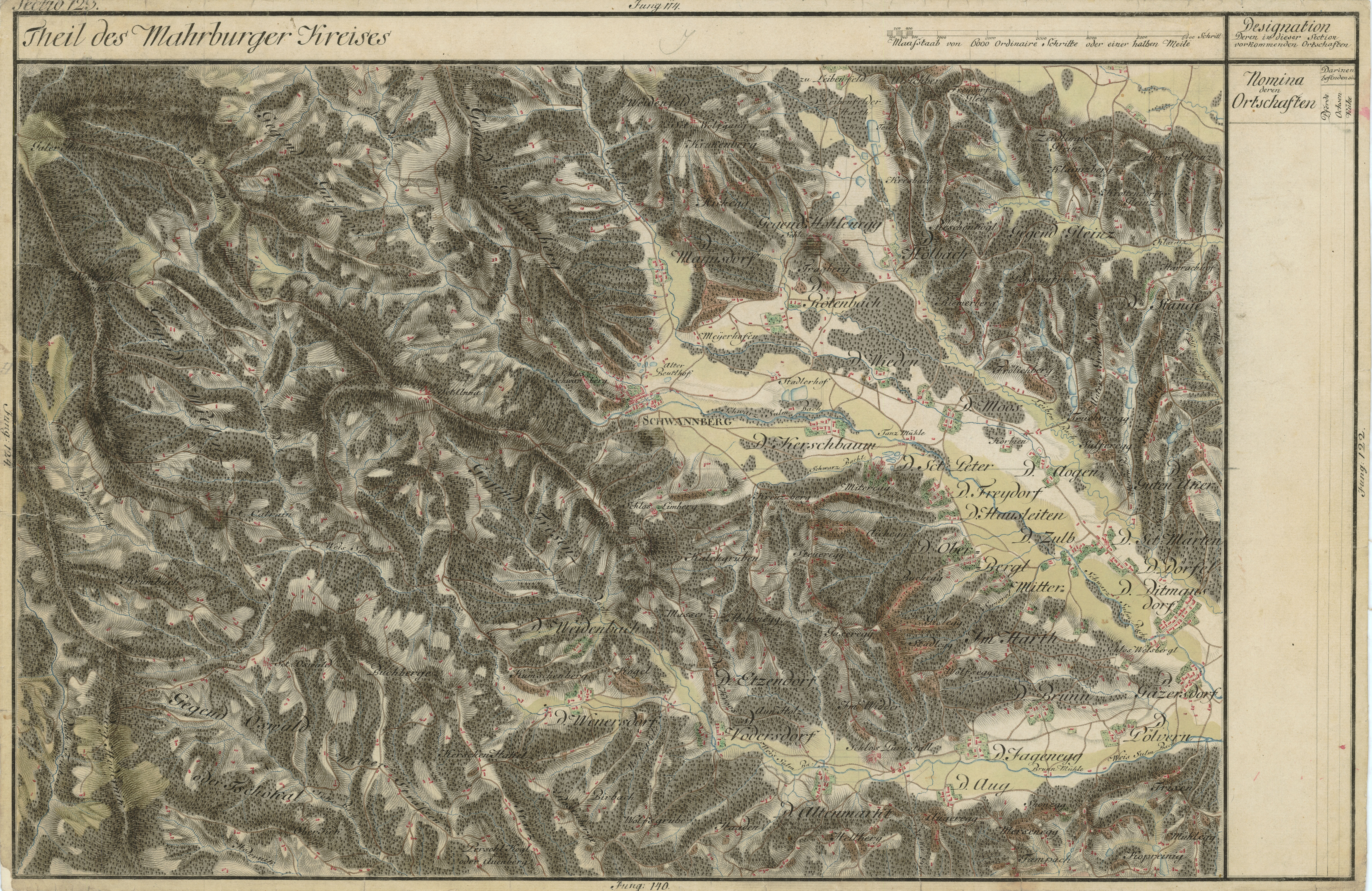
„Gegend Grössenberg“ westlich von Schwanberg in der  Josephinischen Landesaufnahme, um 1790
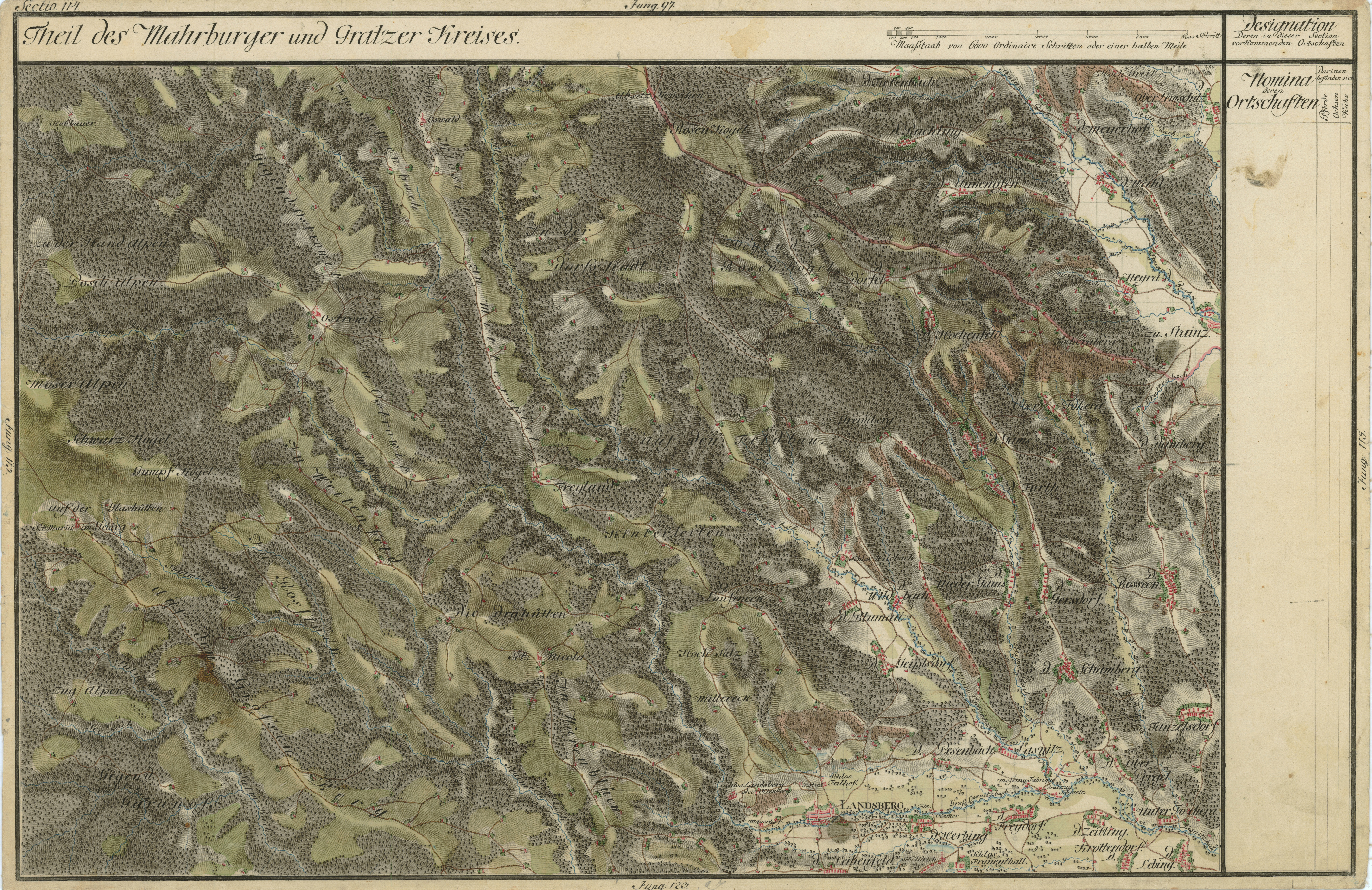
„Auf der Glashütten“: St. Maria im Gebirg, westlich von Deutschlandsberg
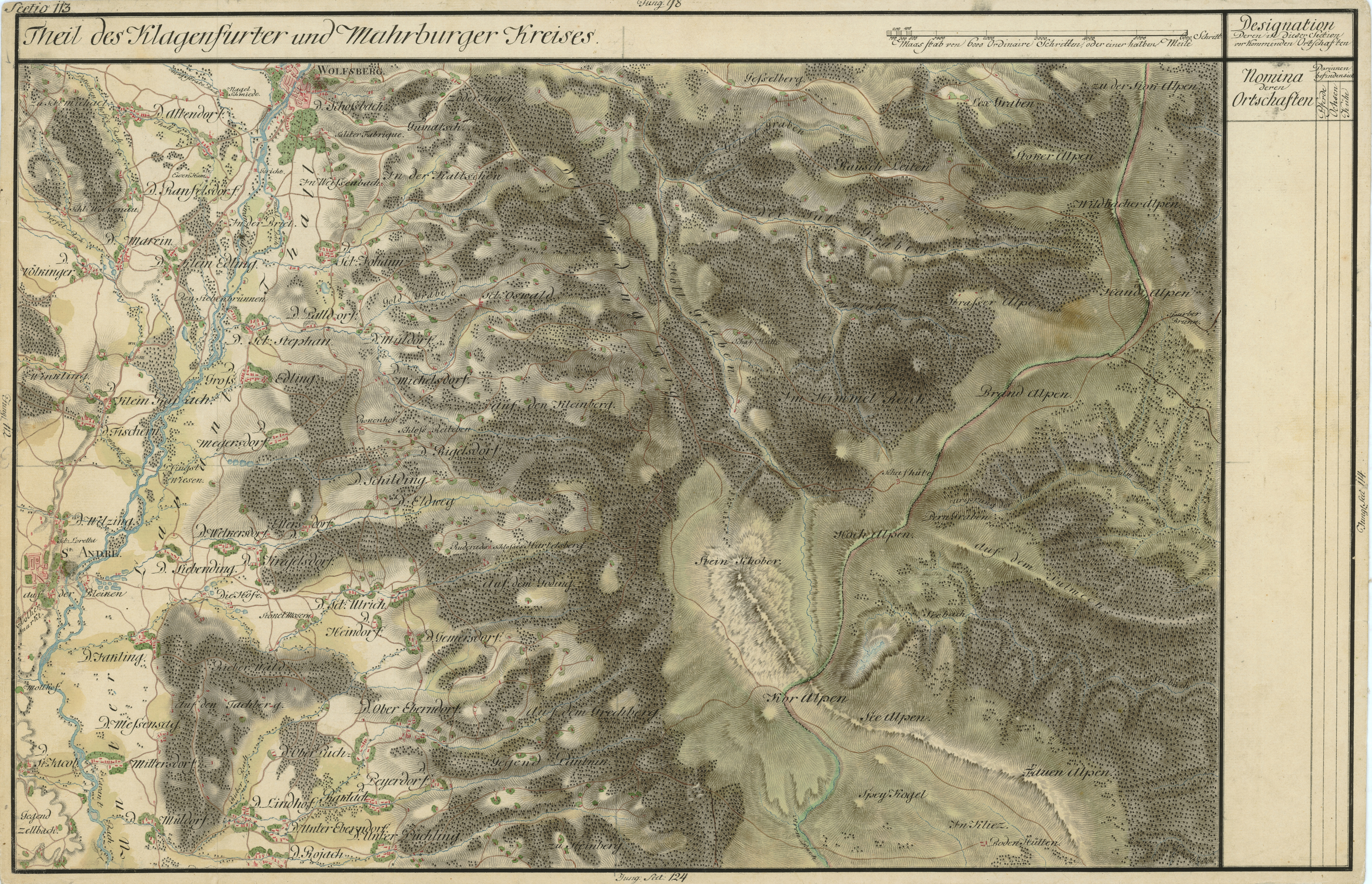
Westliches Gressenberg am Koralmkamm
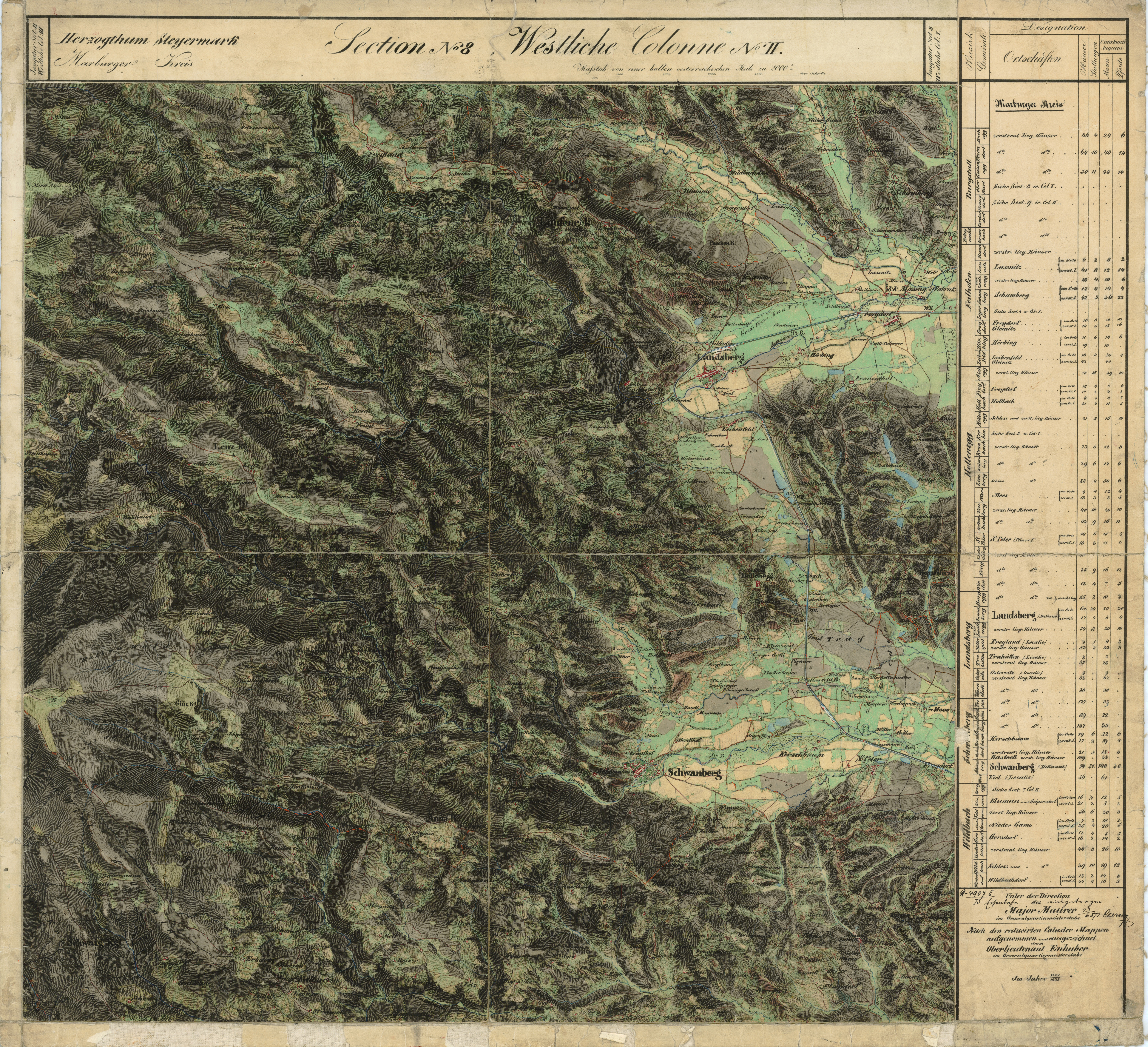
Das Gebiet von Gressenberg in der Franziszeischen Landesaufnahme, ca. 1835
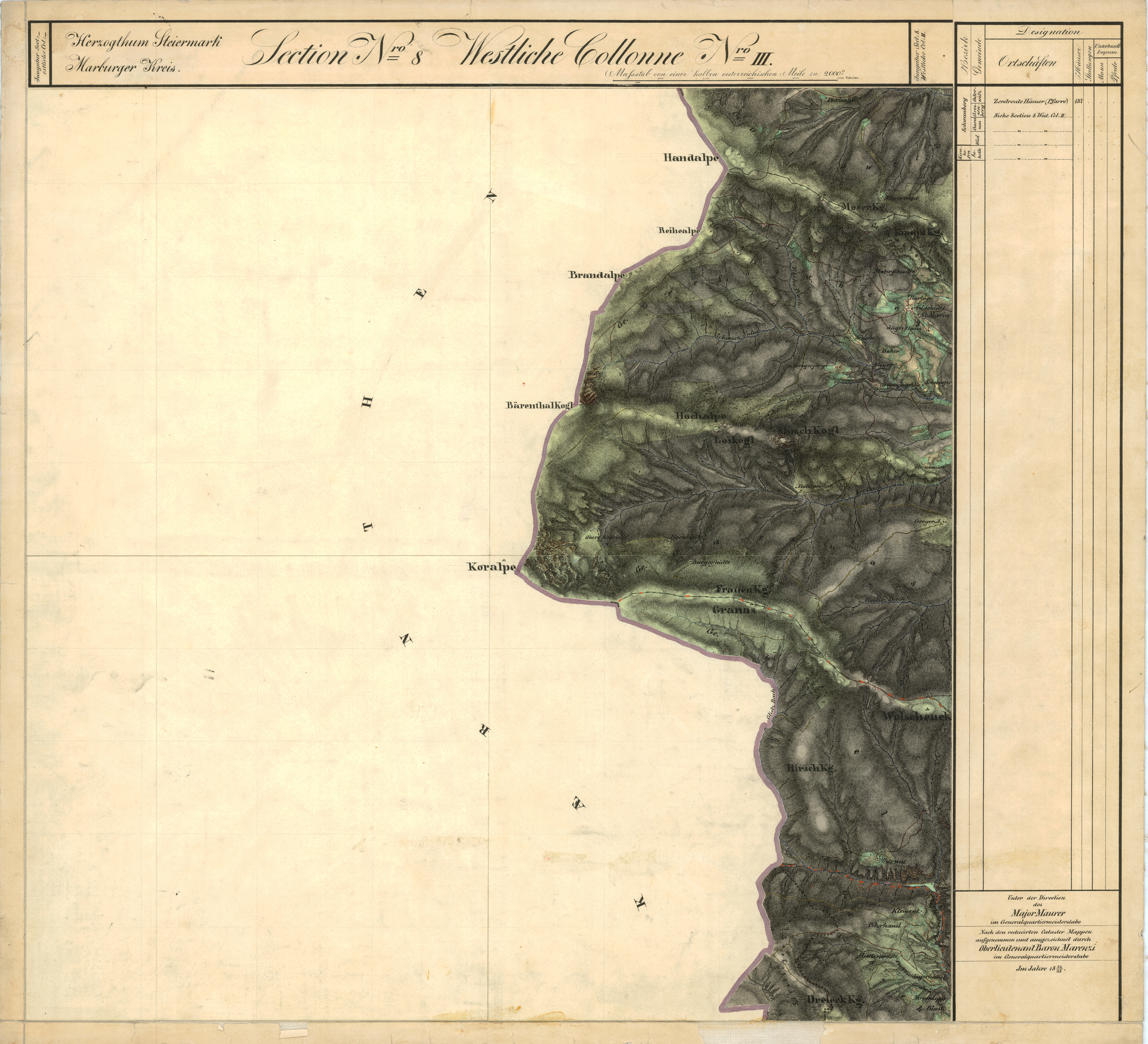
Glashütten, Moschkogel, Weineben
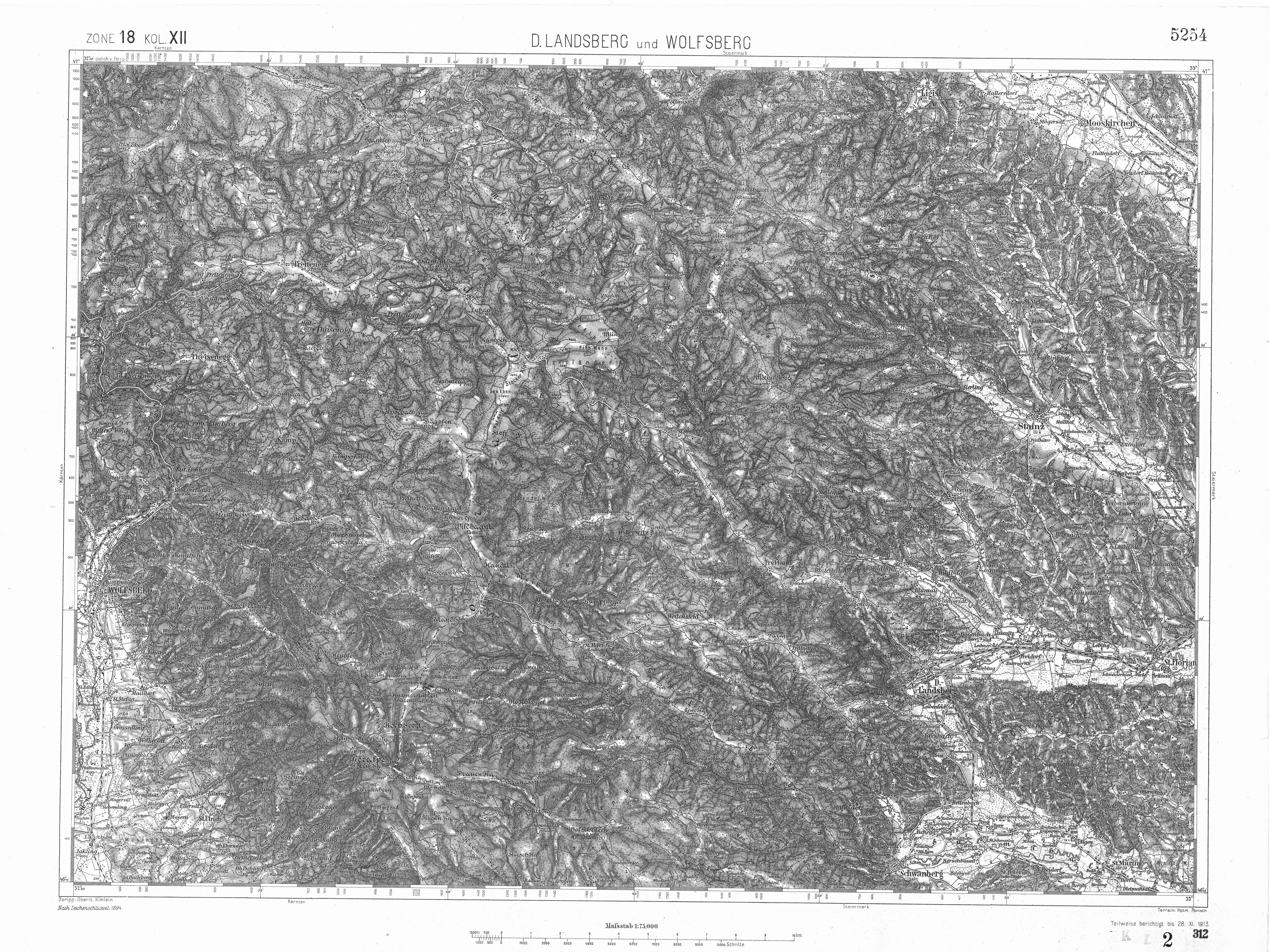
In der franzisco-josephinischen Landesaufnahme, ca. 1910